# Айн-Мліла
Айн-Мліла (араб. عين مليلة) — місто на північному сході Алжиру, на території провінції ( вілаєту) Ум-ель-Буакі. Адміністративний центр однойменного округу.
Це місто є батьківщиною Ларбі Бен Мхіді — одного з найвідоміших алжирських лідерів війни за незалежність. У місті прописаний футбольний клуб «АС Айн-Мліла», що, станом на 2016 рік, грає в Національному чемпіонаті з футболу серед аматорів (третій дивізіон).

## Етимологія
Назва міста походить від арабського Айн, що означає «джерело», та арабізованого берберського Мелліла, що означає «білий». Таким чином, Айн Мліла буквально перекладається як «Біле джерело». Епітет «біле» вказує на чистоту води у місцевому джерелі.

## Географія
Місто знаходиться в північно-східній частині вілаєту, на території гірського масиву  Орес, на висоті 772 м над  рівнем моря
Айн-Мліла розташована на відстані приблизно 325 км на схід-південний схід від столиці країни  Алжиру.

## Демографія
За даними перепису 2008 року населення становило 118 662 жителів.
Динаміка чисельності населення міста по роках:
| 1977   | 1987   | 1998   | 2008   | 2012    |
| ------ | ------ | ------ | ------ | ------- |
| 26 752 | 37 744 | 69 768 | 88 441 | 102 738 |

## Транспорт
Найближчий аеропорт розташований в місті Телергма.